# Herb Austro-Węgier

herb Austro-Węgier

Mały herb Austro-Węgier

Herb Austro-Węgier w dużej wersji składa się z dwóch jednakowych wielkości tarcz herbowych:
- po prawej herbowej duży herb Cesarstwa Austrii
- po lewej herbowej duży herb Królestwa Węgier

Pomiędzy nimi znajduje się herb rodowy Domu Habsbursko-Lotaryńskiego, czyli trójdzielna tarcza herbowa, na której widnieją po herbowej prawej lew czerwony z błękitną koroną i takimi pazurami na złotym (Habsburg); na środkowym na czerwonym srebrny pas (Austria); po lewej herbowej na złotym pas skośny czerwony, na którym trzy srebrne orły (Lotaryngia). Herb rodowy otoczony jest Orderem Złotego Runa. Poniżej znajdują się inne ordery Austro-Węgier – m.in. Order Marii Teresy oraz Order Świętego Stefana. U podstawy herbu widnieje szarfa z łacińskim napisem „Indivisibiliter ac Inseparabiliter” – „Niepodzielna i Nierozdzielna” – będącym ostatnią dewizą Austro-Węgier (a właściwie dewizą cesarza Karola I).
Widoczny herb duży używany był w latach 1915–1918. Wprowadzony został Obwieszczeniem c.k. Prezydenta Ministrów z dnia 3 listopada 1915 r. w sprawie herbu, przeznaczonego do używania we wspólnych instytucyach austryacko-węgierskiej Monarchii. Mały wspólny herb został zmieniony Obwieszczeniem c. k. Prezydenta Ministrów z dnia 27 kwietnia 1916 r. w sprawie ustanowienia nowej formy małego wspólnego herbu, przeznaczonego dla instytucyi Monarchii austryacko-węgierskiej.
Herb mały z 1916 po prawej herbowej miał mały herb Austrii – dwugłowego orła z tarczą w kolorach arcyksięstwa Austrii (dawne barwy Babenbergów i późniejsze Republiki), po lewej mały herb Węgier – do symboli węgierskich dodano chorwacką szachownicę. Pośrodku – trójdzielna tarcza herbowa Habsburgów. W herbie małym nie występują herby poszczególnych królestw i krajów koronnych (z wyjątkiem wspomnianej Chorwacji), nie ma też orderów.
W poprzednim okresie herb Austrii i Węgier najczęściej występowały osobno. Wspólnie pojawiały się na nielicznych dokumentach, szczególnie często od 1915.

## Protoplaści Herbu Austro-Węgier
Cesarstwo

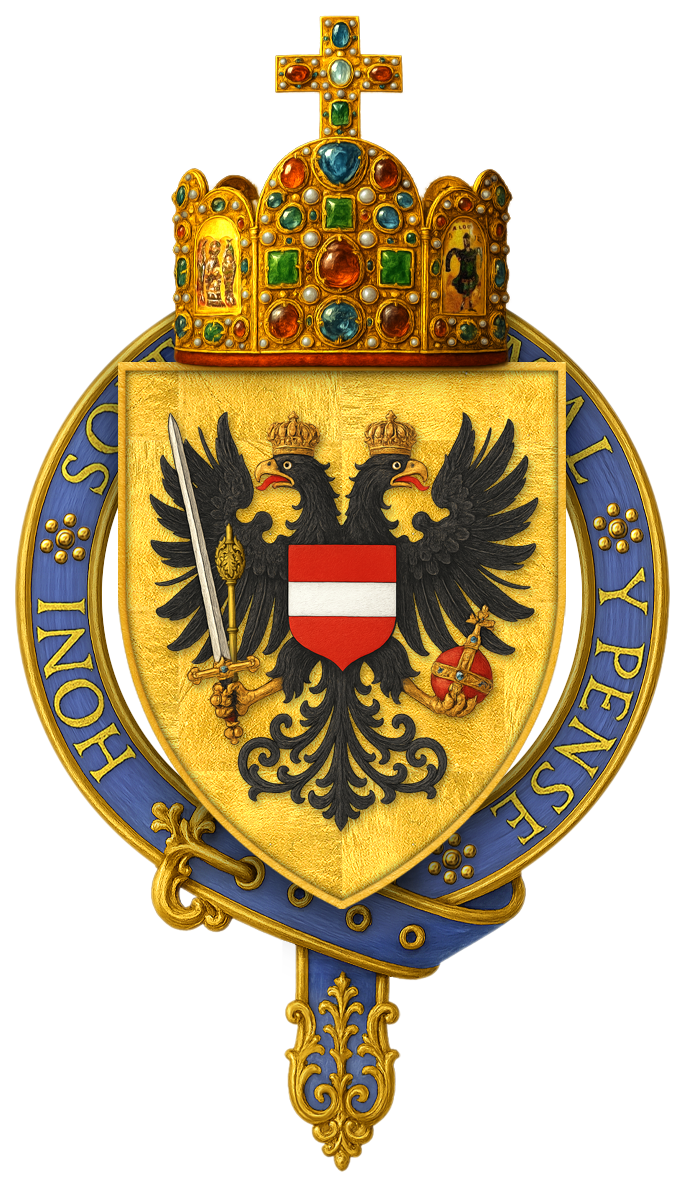
Herb Fryderyka III
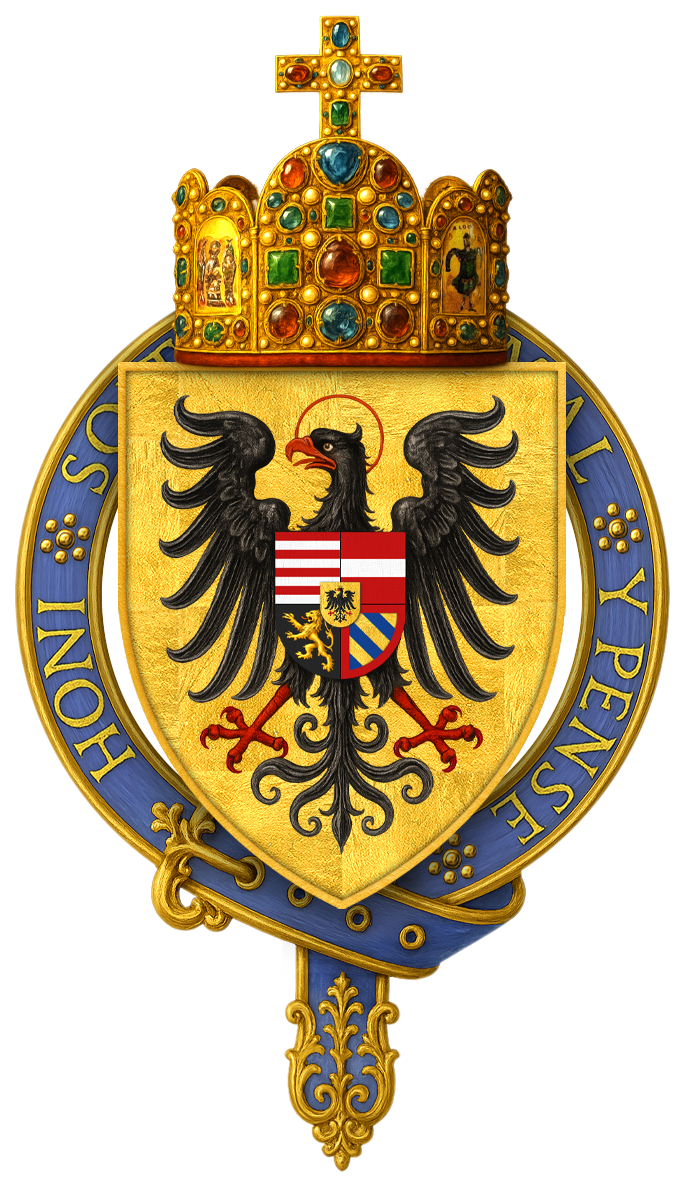
Herb Maksymiliana I
Herb Karola V
Herb Ferdynanda I, Maksymiliana II i Józefa I
Herb Rudolfa II, Macieja i Ferdynanda II
Herb Ferdynanda III
Herb Leopolda I
Herb Karola VI
Herb Karola VI
Herb Franciszka I
Herb Józefa II
Herb Józefa II
Herb Leopolda II i Franciszka II
Herb Leopolda II i Franciszka II
Herb Cesarstwa Austrii od 1815 roku

Królestwo Węgier

Mały herb Królestwa Węgier
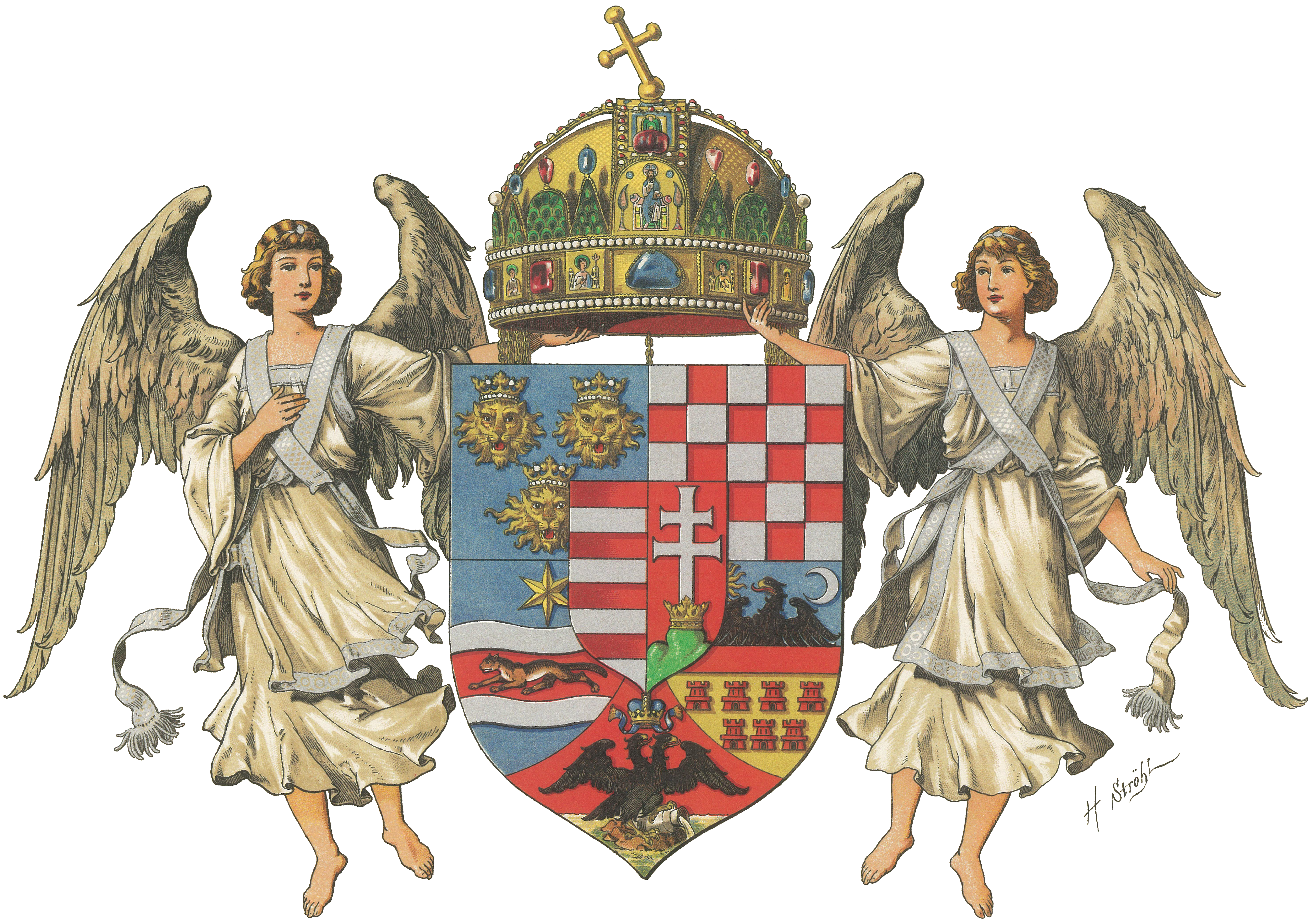
Duży herb Królestwa Węgier

## Wielki herb z 1850

1 Herb Węgier
2 Herb Jerozolimy
3 Herb Czech
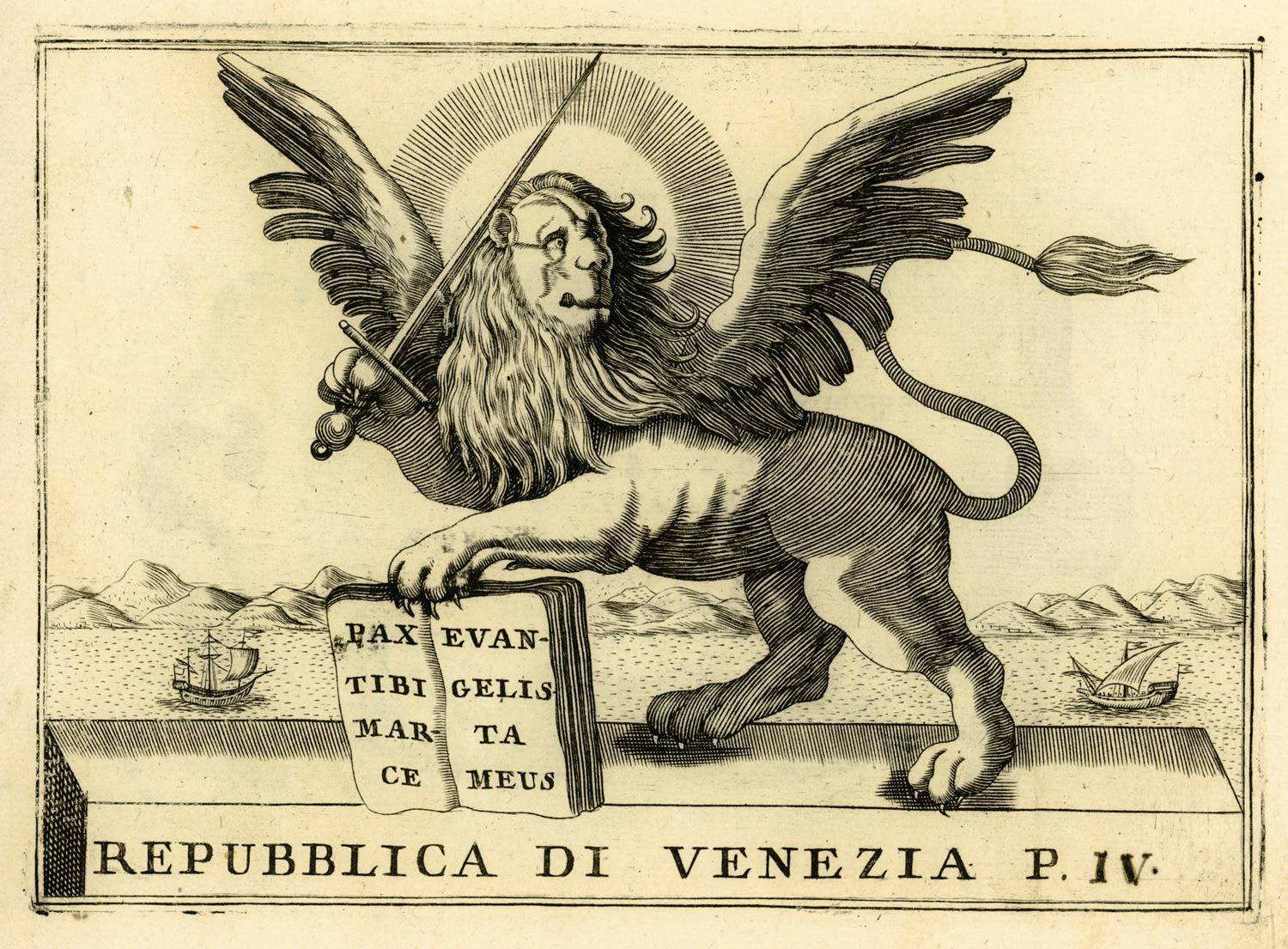
4 Herb Wenecji
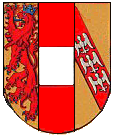
5 Herb domu Habsbursko-Lotaryńskiego
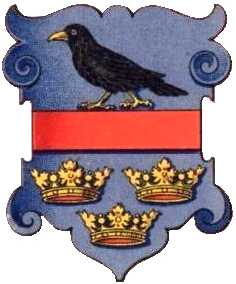
6 Herb Galicji
7 Herb Lodomerii
8 Herb Tyrolu
9 Herb Siedmiogrodu

## Wielki herb z 1867

I Herb Węgier
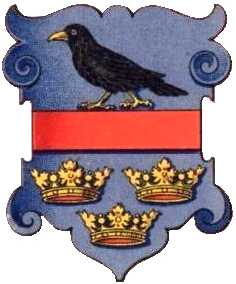
II Herb Galicji
III Herb Dolnej Austrii
IV Herb Salzburga
V Herb Styrii
VI Herb Tyrolu
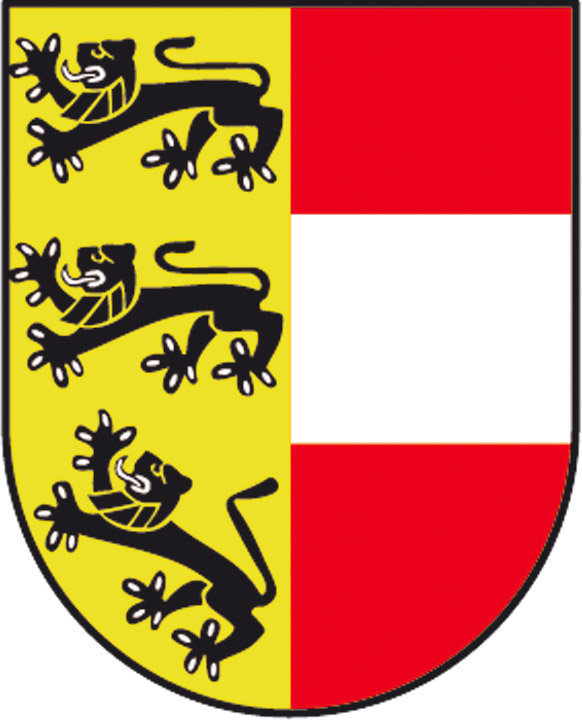
VII Herb Karyntii
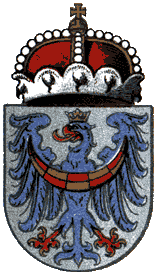
VII Herb Krajny
VIII Herb Moraw
VIII Herb Śląska
IX Herb Siedmiogrodu
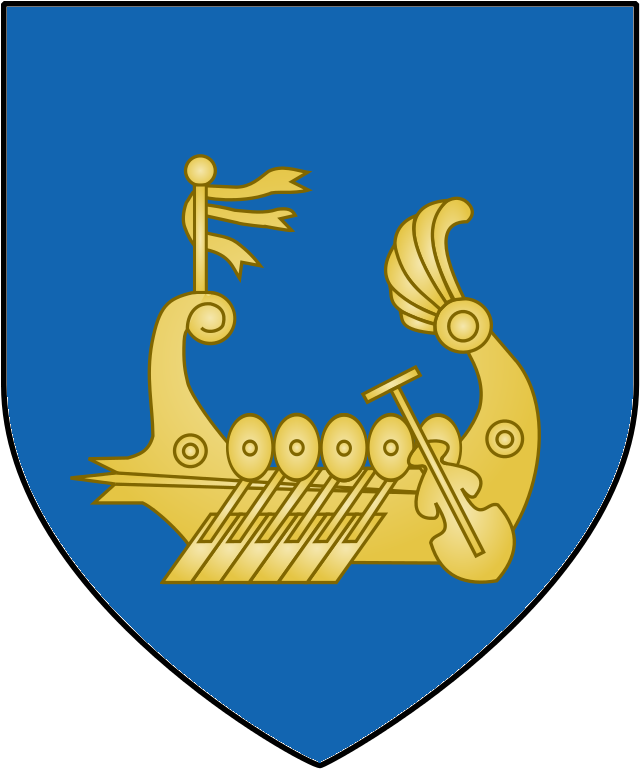
X Herb Ilirii
XI Herb Czech

## Wielki herb z 1915
Cesarstwo Austrii

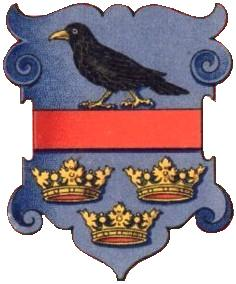
I Herb Galicji
II Herb Czech
III Herb Dalmacji
IV Herb Śląska
V Herb Salzburga
VI Herb Moraw
VII Herb Tyrolu
VIII Herb Bukowiny
IX Herb Vorarlbergu
X Herb Istrii
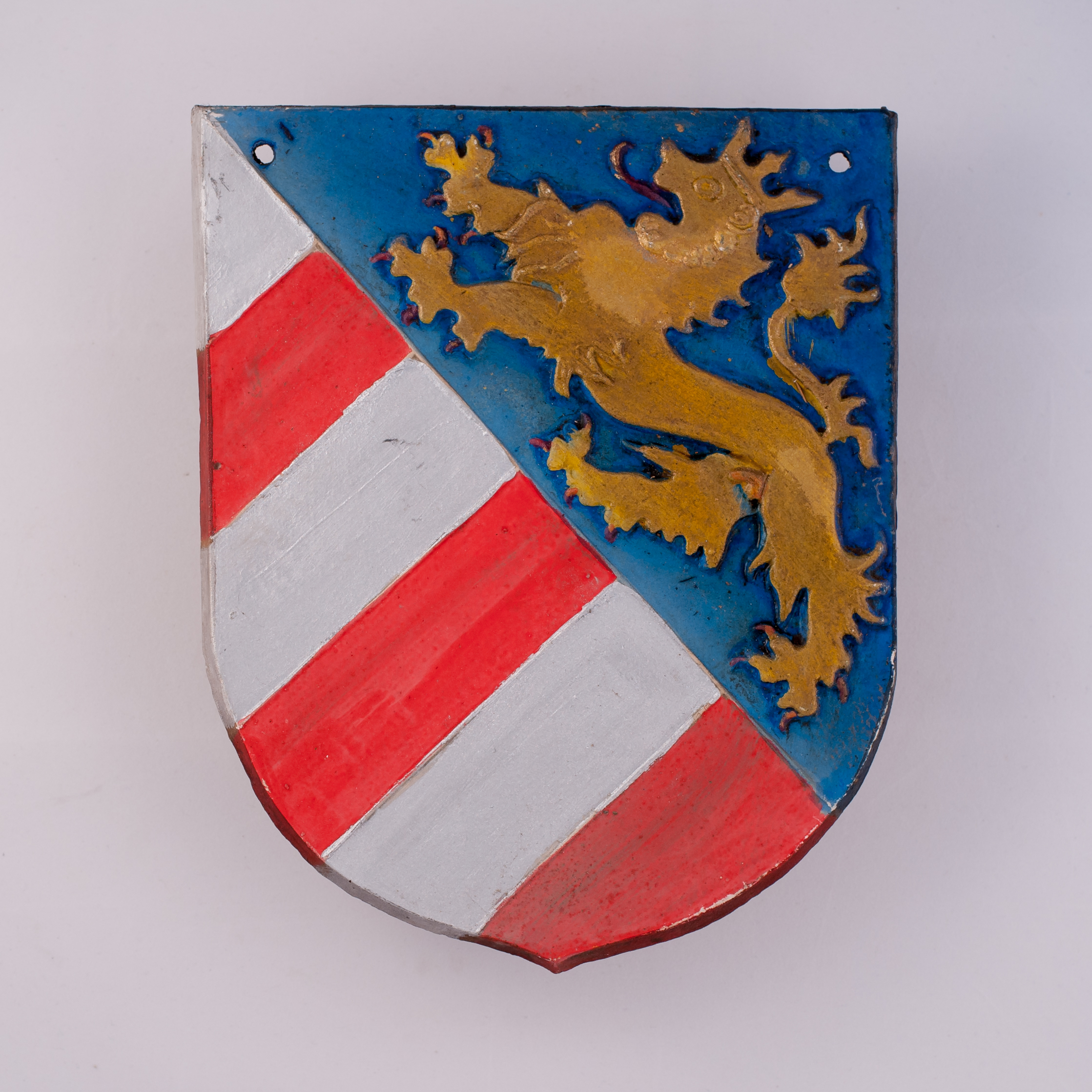
XI Herb Gorycji
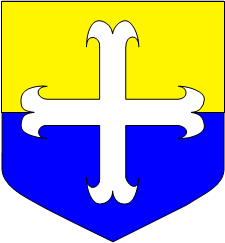
XII Herb Gradyski
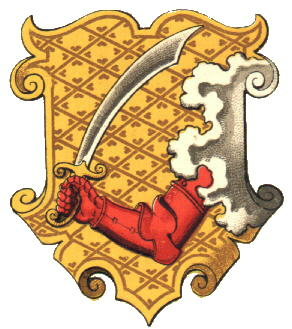
XIII Herb Bośni
XIV Herb Triestu
XV Herb Dolnej Austrii
XVI Herb Górnej Austrii
XVII Herb Styrii
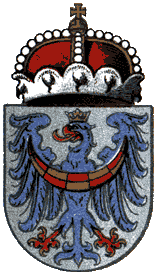
XVIII Herb Krainy
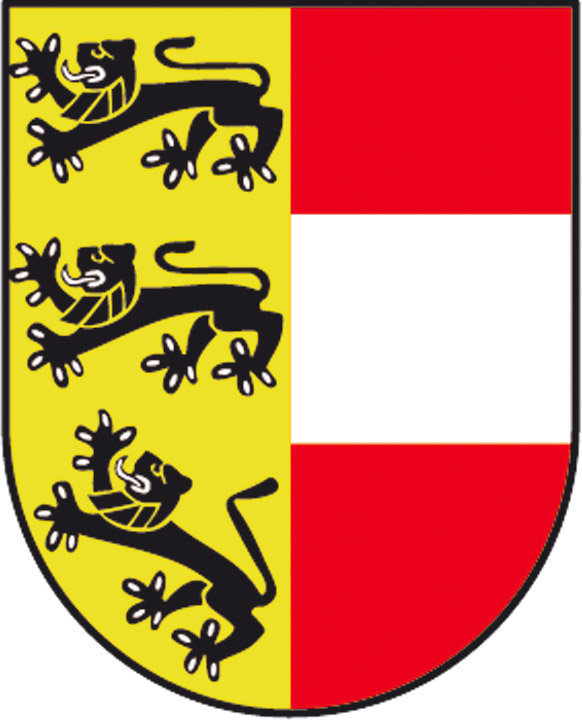
XIX Herb Karyntii
XX Herb Austrii właściwej

Królestwo Węgier

I Herb Dalmacji
II Herb Chorwacji
III Herb Slawonii
IV Herb Siedmiogrodu
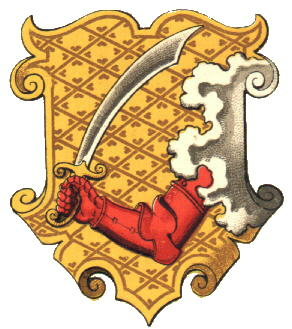
V Herb Bośni
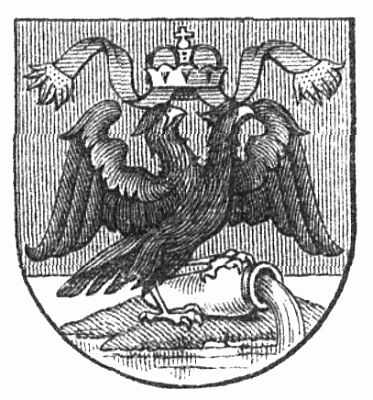
VI Herb Fiume
VII Herb Węgier właściwych

## Zobacz też

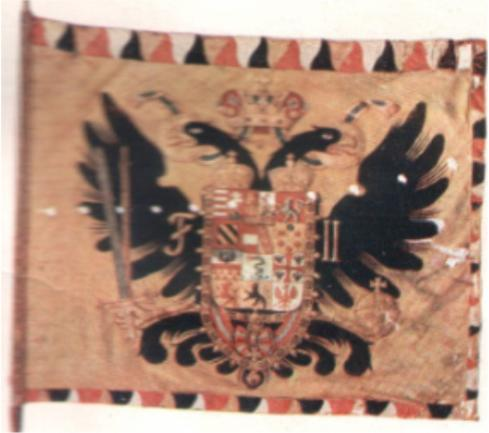
Chorągiew z roku 1901